# Pteris acanthoneura
Pteris acanthoneura là một loài thực vật có mạch trong họ Pteridaceae. Loài này được Alston miêu tả khoa học đầu tiên.